# Cmentarz żydowski w Bielsku Podlaskim

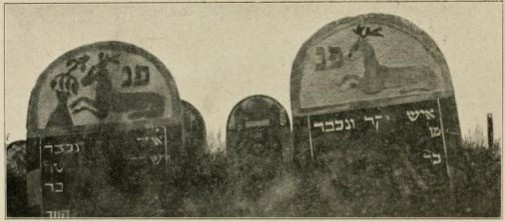
Cmentarz żydowski w Bielsku Podlaskim w okresie I wojny światowej

Cmentarz żydowski w Bielsku Podlaskim – nekropolia założona w 1807 roku. Znajduje się przy ul. Brańskiej i zajmuje powierzchnię 1,8 ha (przed II wojną światową 3 ha).  
Przed powstaniem cmentarza, Żydzi z Bielska chowali zmarłych w Orli. 
Wskutek dewastacji z okresu II wojny światowej, na cmentarzu zachowało się niewiele macew i betonowych nagrobków charakterystycznych dla podlaskich kirkutów. Znajduje się tam około 70 nagrobków, z czego najstarszy datowany jest na rok 1850. Macewy wykonano z marmuru, piaskowca i betonu. Zachowały się inskrypcje nagrobne w języku hebrajskim, jidysz i polskim. Znajdują się tam też groby ofiar Holokaustu. 
W latach 1945–1946 ocalali Żydzi przenieśli na cmentarz szczątki ofiar, ekshumowane z grobów na terenie miasta i w jego okolicach. Cmentarz nadal był czynny, m.in. w 1947 roku pochowano na nim Ajzyka Blumentala.
16 listopada 1964 roku Minister Gospodarki Komunalnej podpisał zarządzenie o zamknięciu cmentarza.
W czasie okupacji cmentarz był miejscem rozstrzeliwań, fakt ten upamiętnia pomnik, na którym wyryto napis: „Miejsce egzekucji obywateli polskich narodowości żydowskiej, rozstrzelanych w latach 1941–1944 przez żandarmerię i gestapo Niemiec hitlerowskich. We wspólnej mogile spoczywa ponad 200 osób. Cześć ich pamięci”. Na cmentarzu znajdują się również dwa nagrobki ufundowane stosunkowo niedawno przez potomków bielskich Żydów. 
W 2019 roku z inicjatywy Fundacji Ochrony Dziedzictwa Ziemi Bielskiej zbudowano mur, do którego przytwierdzono trzy odnalezione destrukty macew.
Obiekt jest wpisany do gminnej i wojewódzkiej ewidencji zabytków, nie posiada wpisu w rejestrze zabytków nieruchomych.